# Slottsbiografen

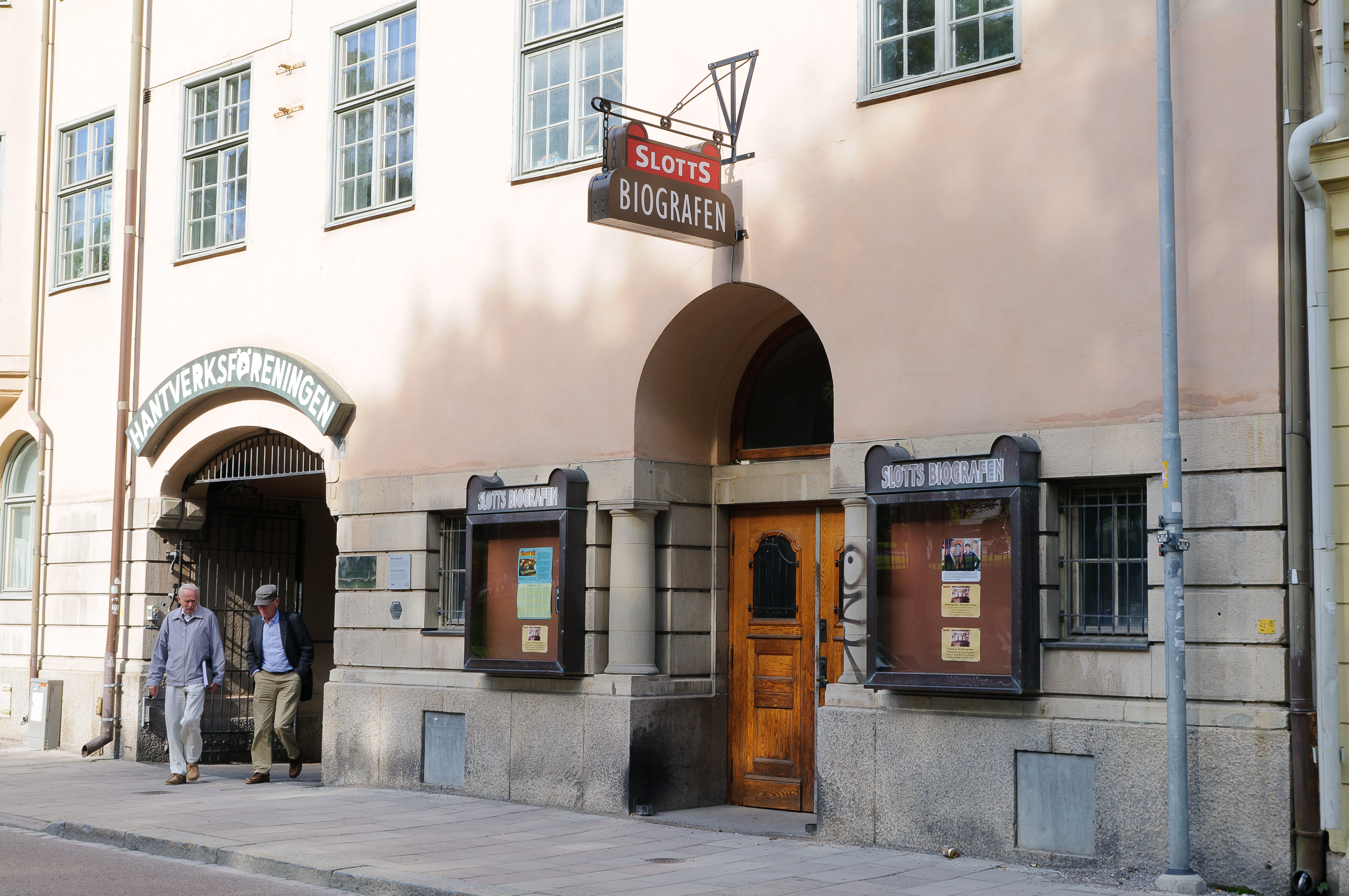
Slottsbiografen i september 2011.

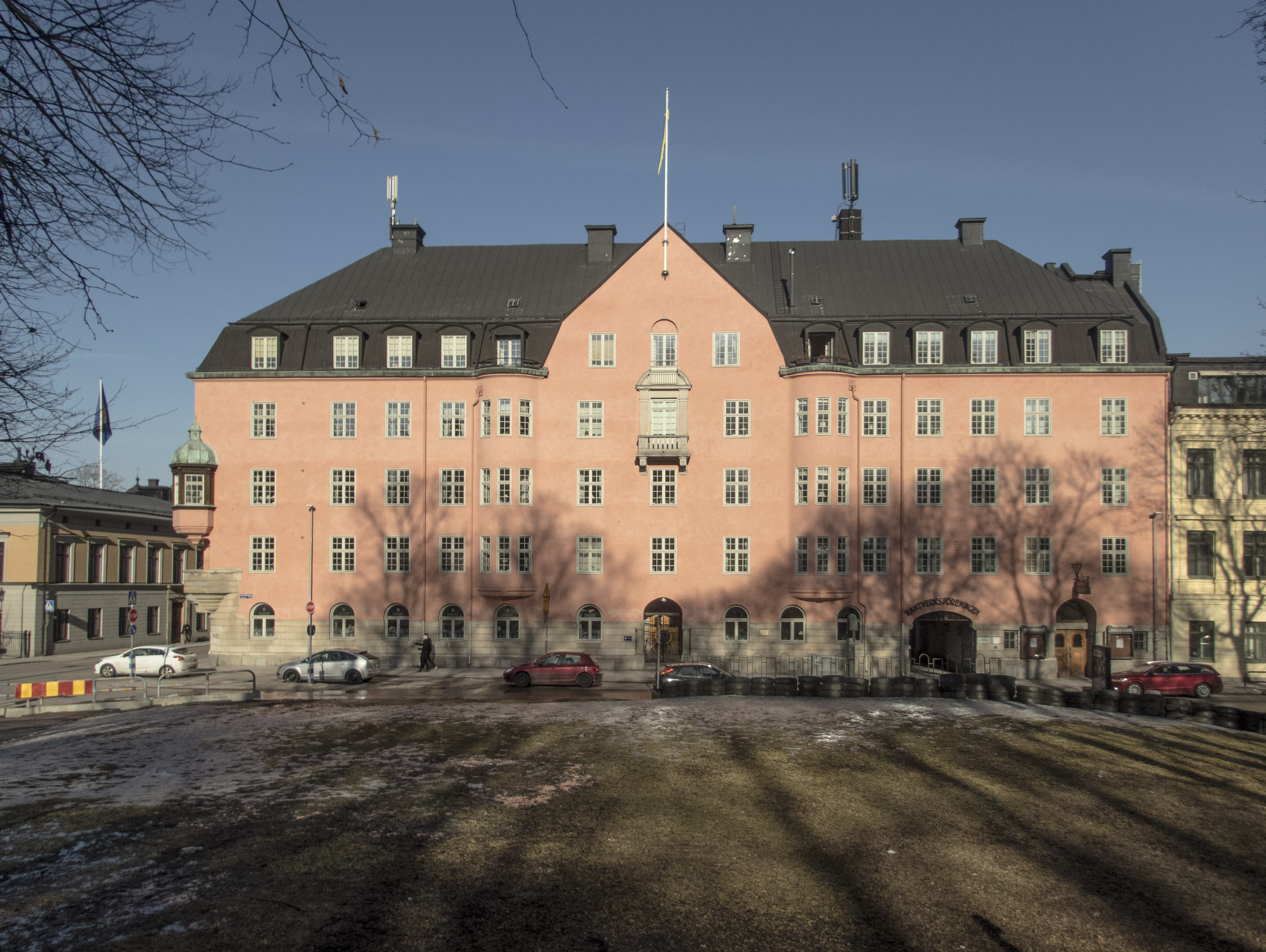
Hantverksföreningens hus, 2016. Ingången till biografen syns till höger.

Slottsbiografen, som är belägen på Nedre Slottsgatan i Uppsala, är en av Sveriges äldsta bevarade biografer. Den byggdes åren 1914–1915 av Upsala fabriks- och hantverksförening. Den var tänkt att användas både som biograf och som föreningens högtids- och utställningslokal.
I Uppsala förekom filmvisningar redan 1897. De första biografierna inrymdes i tillfälliga lokaler, I Rullans lokaler kom biografen Scala att inrättas och i Lilla teatern eller "Lillan" vid Kungsgatan förekom även biografvisningar. Andra tidiga biografer var Fyrisbiografen i Skandalhuset vid Sankt Olofsgatan och Edda-biografen vid bassänghallen i Svartbäcken. Utanför staden vid Grindstugan låg Palladium.
På nuvarande slottsbiografens plats låg Uppsalabiografen i en mindre träbyggnad, som rivs då Upsala Fabriks- och Hantverksförenings lokaler uppfördes på platsen och flyttades till den Littorinska handelsträdgården vid Västra Ågatan nere vid Nybron.
Drivande kraft bakom bygget var föreningens ordföranade juvelerare Karl Gustaf Markström, arkitekt Viktor Holmgren och byggmästare Simon Lindsjö. Slottsbiografen kom att invigas 26 oktober 1914, nästan tre månader innan hela fastigheten invigdes 19 januari 1915. Och hade plats för inte mindre än 300 besökare.
Lokalen är bland annat smyckad av Gusten Widerbäck. Det var Hugo Plengiér som drev biografen. Sedan tidigare drev han även Fyrisbiografen. Premiärfilmen den 26 oktober 1914 var Stormfågeln av Mauritz Stiller med Lili Beck och Richard Lund i huvudrollerna.
Under 1920-talet uppfördes ytterligare två biografer i Uppsala, Regina (senare Skandia) och Röda Kvarn (senare Centrum) vilket ökade konkurrensen. Slottsbiografen användes till en början även för andra typer av verksamheter, bland annat hölls här Uppsala läns hemslöjdsutställning 1915, den nybildade föreningens första större utställning där bland annat Upplandsdräkten föddes. På 1920-talet moderniserades dock biografsalongen och anpassades bättre för filmvisning och därmed upphörde de övriga aktiviteterna i lokalerna.
Premiären för ljudfilm i Uppsala gick av stapeln på slottsbiografen 15 november 1929 med Fox Movietone Follies. 1936 invigdes nya Röda Kvarn i Uppsala, den första funkisbiografen och 1937 moderniserades slottsbiografen på nytt för att kunna möta konkurrensen. 1980-talets flerduksbiografer blev dock ett starkt hot mot Slottsbiografen, som överlevde främst genom smal kvalitetsfilm med lågprisprofil. I början av 1990-talet upphörde dock verksamheten helt.
Efter ett omfattande restaureringsarbete återöppnades biografen 1996.

## Byggnadsminne
Biograflokalen är idag ett byggnadsminne.